# Suzuki Sixteen
Il Sixteen è uno scooter a ruote alte, disponibile nelle motorizzazioni 125 cm³ e 150 cm³, la cui produzione è cominciata nel 2007 e la distribuzione nel 2008, prodotto dalla casa Suzuki. È uscito di produzione nel marzo 2013 in seguito alla chiusura dello stabilimento spagnolo di Gijón.

## Contesto
Il Sixteen è il modello con il quale la Suzuki entra nel segmento di mercato degli scooter a ruote alte, molto diffusi, in maniera trasversale per sesso ed età, all'interno dei centri cittadini. Il nome fa infatti riferimento ad un target adolescenziale (a cui è indirizzata la motorizzazione 125 cm³), mentre la versione con cilindrata 150 cm³ è rivolta, come messo in luce dai promo commerciali, direttamente a professionisti e donne alle prese quotidiane con il traffico dei centri storici delle maggiori città.